# Jaranwala
Jaranwala es una localidad de Pakistán, en la provincia de Punyab.

## Demografía
Según estimación 2010 contaba con 130.522 habitantes.